# Ze słowem biegnę do ciebie
Ze słowem biegnę do ciebie – płyta polskiego zespołu rockowego SBB z 1977 roku. Album na płycie winylowej wydała firma Muza.

## Lista utworów
| 1. | "Ze słowem biegnę do ciebie" (muz. J. Skrzek, sł. J. Matej) | 19:20 |
|    |                                                             |       |
| 1. | "Przed premierą" (muz. J. Skrzek)                           | 19:40 |
|    |                                                             |       |
|    |                                                             | 39:00 |
|    |                                                             |       |
Bonus track (CD):
- Odejście: Tęsknota / Wyzwolenie / Odejście / Rozłam / Pojednanie (29:07)

## Twórcy
- Józef Skrzek – syntezator Mooga, klawinet Hohner D6, fortepian Fendera Rhodes Mk I, syntezator SLM Concert Spectrum, fortepian, śpiew
- Antymos Apostolis – gitara
- Jerzy Piotrowski – perkusja